# Lili Gödlová-Brandhuberová
Lili Gödlová-Brandhuberová, rodným jménem Elisabeth Brandhuber (30. října 1875 Vrbno pod Pradědem – 1946 nebo 1953 Mnichov) byla malířka-krajinářka, grafička a příležitostná sochařka německé národnosti, původem ze Slezska.

## Život
Narodila se v Vrbně pod Pradědem, v rodině Karla Brandhubera (průmyslníka provozujícího přádelnu a tkalcovnu juty, v letech 1896–1918 starosty Olomouce) a jeho manželky Františky (Franziska), rozené Primavesiové. Studovala malířství ve Vídni v ateliéru Kaufmanns, v Praze u Hermíny Laukotové a Václava Jansy a v Mnichově u Richarda Kaisera a Hermanna Groebera. Sochařství studovala v Paříži u Antoina Bourdella.
Působila v Krasoumné jednotě, která sdružovala české i německé umělce. Byla členkou (a do zrušení v roce 1943 poslední předsedkyní) pražského Spolku německých malířek (Verein deutscher Malerinnen). (Alena Trčková-Schulzová však uvedla, že od nástupu války žila na německém území.)
O jejím životě po 2. světové válce se nepodařilo prozatím ověřit spolehlivé údaje. Lze pouze usuzovat, že po roce 1945 byla jako Němka z Československa vysídlena. Podle některých zdrojů zemřela 27. ledna 1946 v Mnichově, podle jiných se tak stalo až v roce 1953. (Jeden zdroj udává méně pravděpodobné místo a rok úmrtí Terezín 1946.).
V databázi „Internační tábor pro německé obyvatelstvo, Malá pevnost Terezín 1945–1948“ spravované Památníkem Terezín, je mezi internovanými osobami evidována Elisabet Gödlová, narozená 30. 10. 1875 ve Vrbně pod Pradědem, s datem příchodu 12. 8. 1945. Jako datum ukončení věznění je uveden 27. leden 1946 a jako důvod odchodu je uvedeno úmrtí.

### Rodinný život
Dne 1. února 1897 se v Olomouci, kostele Panny Marie Sněžné, provdala za inženýra Karla Gödla (1866–?), pocházejícího ze Šumperka. Karl Gödl byl v letech 1894–1904 policejně hlášen v Praze, spolu s ním manželka, dcera Ritu (1898–?) a syn Georga (1901–?); od roku 1904 žili na Královských Vinohradech.

## Dílo
Díla Lili Gödlové-Brandhuberové jsou především krajinomalby a grafiky. Od 20. let 20. století se počala intenzivněji zajímat o portrét, včetně sochařského ztvárnění.
Její díla vlastní např. galerie Albertina ve Vídni, Státní grafická sbírka v Mnichově, Grafická sbírka Národní galerie v Praze, Moravská galerie v Brně aj. Obraz Hirštejnský rybník byl vystavován jako součást sbírek Městské galerie v Obecním domě v Praze. Moravská galerie v Brně vlastní dva její obrazy a dvanáct grafik; obraz s názvem Podvečerní nálada z roku 1904 je ve sbírkách Muzea umění Olomouc. Pohled na Vrbno pod Pradědem vlastní její rodné město. Ze sochařské tvorby je znám portrét jejího otce nazvaný mladík, vystavený roku 1928 v Olomouci, na výstavě umělkyň Malé dohody v Bělehradě roku 1938 byla uvedena v seznamech vystavujících malířek i sochařek.

## Dobové hodnocení
Lili Göldl-Brandhuberová byla považována za typicky německou malířku. Dobový český tisk proto hodnotil její díla střízlivě, bez nadšení, přesto v zásadě zdvořile pozitivně – např. slovy „...trochu těžce malované obrazy a výborné lepty“ či „...přichází s krajinami zcela milými“ Někdy mohlo hrát při hodnocení v regionálním tisku roli i společenské postavení otce – starosty Olomouce, které bývalo v souvislosti s obrazy zmiňováno. Německý tisk hodnotil její díla příznivěji, psal např. o „pozoruhodném krásném talentu a dobré škole“ (von eninem ausgesprochen schönen Talent und von einer guten Schule) či ji popisoval jako „...známou a váženou krajinářku...“ (bekannte und beschätzte Landschafterin).